# 廑
廑（？—？），姒姓，名廑，中國上古夏朝第十三任君主，一作胤甲、廣、頊、董江、廛或𦙍甲。扃之子。《帝王世紀》記載在位二十年。根據《竹書紀年》記載，他在位時天空中竟然出現十個太陽，《通鑑外紀》引《竹書紀年》稱廑在「十日並出」當年去世。廑無子，繼承人為其堂兄弟孔甲。
| 前任： 父扃 | 中国夏朝国君 第13代 | 繼任： 堂兄弟孔甲 |

## 脚注